# 96 сати: У бегу
96 сати: У бегу (енгл. Taken 3, стилизовано као Tak3n) је акциони филм из 2015. редитеља Оливјеа Мегатона и наставак филма 96 сати: Истанбул из 2012. Сценаристи су Лик Бесон и Роберт Марк Кејмен. Продуцент филма је Лик Бесон. Музику је компоновао Натанијел Мешали. 
Глумачку екипу чине Лијам Нисон, Форест Витакер, Меги Грејс, Фамке Јансен, Дугреј Скот, Сем Спруел и Лиланд Орсер.
Светска премијера филма је била 9. јануара 2015. у САД. Буџет филма је износио 55 000 000 долара, а зарада од филма је 326,5 милиона долара.

## Радња
Бивши тајни оперативац Брајан Милс (Лијам Нисон) посећује своју ћерку Ким (Меги Грејс) да би јој уручио рођендански 
поклон. Након тога позива своју бившу жену Ленор (Фамке Јансен) да изађу на вечеру. Она одбија, али ипак свраћа код 
њега у стан и прича му о својим брачним проблемима. Брајан јој сугерише да покуша да изглади ствари са својим 
садашњим мужем Стјуартом Сент Џоном (Дугреј Скот). Стјуарт долази код Брајана да га замоли да се више не виђа с 
његовом женом - упркос чињеници да је свестан да бивши супружници заједно имају ћерку. Мимо Брајановог знања, 
Стјуарт преко његовог мобилног телефона договара састанак са Ленор, претварајући се да је Брајан и да жели да се 
нађу, а одмах затим брже-боље избрише поруку након што је послата. На дотичној локацији Ленор бива киднапована.
Сутрадан, Брајан прими поруку са Ленориног телефона у којој га она замоли да се нађу за доручак. Након што је купио 
доручак, Брајан се враћа у свој стан и на своје запрепашћење налази Ленорино беживотно тело у свом кревету. 
Јединице лосанђелеске полиције се одмах појављују и покушавају да ухапсе Брајана као осумњиченог за убиство своје 
бивше жене, али он успева да им побегне. У међувремену, полицијски инспектор Френк Доцлер (Форест Витакер) сазнаје 
више о Брајановој прошлости и објављује потерницу за њим.
Брајан се притаји у сигурној кући, опремљен оружјем и шпијунском електроником. Сазнаје локацију где је Ленор 
киднапована пре убиства, а траг га доводи до удаљене бензинске пумпе - продавнице робе широке потрошње, где 
проналази снимак Ленорине отмице са видео-надзора, на којем се види да су је отели неидентификовани људи са 
јединственим тетоважама на рукама, али детективи лосанђелеске полиције стижу на лице места и хапсе Брајана. Током 
привођења, Брајан успева да се ослободи лисица, преотме патролни аутомобил, побегне и преузме телефонски листинг 
из полицијске базе података на USB меморију. Ступа у контакт са Ким на Ленориној сахрани путем камере скривене у 
оделу свог пријатеља Сема, дајући јој упутства да се држи свог "врло предвидивог распореда". Ким купи флашицу свог 
свакодневног јогурт-напитка са залепљеном поруком "Попиј ме одмах", коју јој је Брајан подметнуо мимо њеног 
знања. На колеџу, у току предавања, Ким осети мучнину и побегне у тоалет, где је чека Брајан. На њено 
изненађење, Брајан јој даје антидот за лек који јој је претходно подметнуо у обележену флашицу јогурт-напитка. 
Уклања јој шпијун-бубицу коју јој је, мимо њеног знања, подметнуо инспектор Доцлер. Саопштава јој да се дао у 
потрагу за правим убицом и да она треба да се држи на сигурном. Ким саопштава Брајану да је трудна, као и да се 
Стјуарт понаша уплашено и да је унајмио телохранитеље, што никада раније није практиковао.
Брајан прати Стјуартов аутомобил, али упада у заседу, при чему му један SUV гурне аутомобил преко ивице литице. Брајан преживљава удес, отима друго возило, прати нападаче до једне крајпуташке продавнице алкохолних пића и 
побије их. Брајан затим заробљава и саслушава Стујарта, који признаје да се Ленорино убиство догодило зато што он 
није вратио новчани дуг свом бившем пословном партнеру и бившем оперативцу Спецназа Олегу Малањкову (Сем Спруел) и 
да је открио Брајанов идентитет Малањкову из љубоморе.
Уз асистенцију својих старих колега и нервозног Стјуарта, Брајан упада у Малањковљев добро обезбеђени пентхаус. 
Након што му је Брајан у бруталном окршају побио све сараднике и телохранитеље, смртно рањени Малањков му открива 
да је све што се догодило била намештаљка: да је Стјуарт испланирао Ленорино убиство и сместио Брајану као део 
пословне нагодбе, да би подигао 12 милиона долара од осигурања. Малањков додаје и да је, када он није успео да 
убије Брајана, Стјуарт искористио Брајана да убије Малањкова и задржи новац од осигурања. У међувремену, Стјуарт 
рањава Сема (Лиланд Орсер) и киднапује Ким, са намером да авионом побегне из земље с новцем. Уз полицију за 
петама, Брајан стиже до аеродрома у Малањковљевом "поршеу" баш у тренутку када се Стјуартов авион спрема за 
полетање. Након што је аутомобилом уништио опрему за слетање, спречивши авион да полети, Брајан савладава 
Стјуарта и спрема се да га убије, али на Кимину молбу одустаје. Брајан саопштава Стјуарту да ће му лично пресудити 
уколико преко везе избегне правду или одлежи неку симболичну затворску казну. Доцлер и лосанђелеска полиција стижу 
и хапсе Стјуарта, а Брајан бива ослобођен свих оптужби.
Након Стјуартовог хапшења, Ким саопштава Брајану да жели да назове бебу по својој мајци, уколико буде девојчица.

## Улоге
| Глумац         | Улога            |
| -------------- | ---------------- |
| Лијам Нисон    | Брајан Милс      |
| Форест Витакер | Френк Доцлер     |
| Меги Грејс     | Ким Милс         |
| Фамке Јансен   | Ленор Сент Џон   |
| Џон Грис       | Марк Кејси       |
| Лиланд Орсер   | Сем Гилрој       |
| Дугреј Скот    | Стјуарт Сент Џон |
| Сем Спруел     | Олег Маљенков    |
| Дон Харви      | детектив Гарсија |
| Ендру Хауард   | Максим           |